# Liste der Baudenkmäler in Schwarzhofen

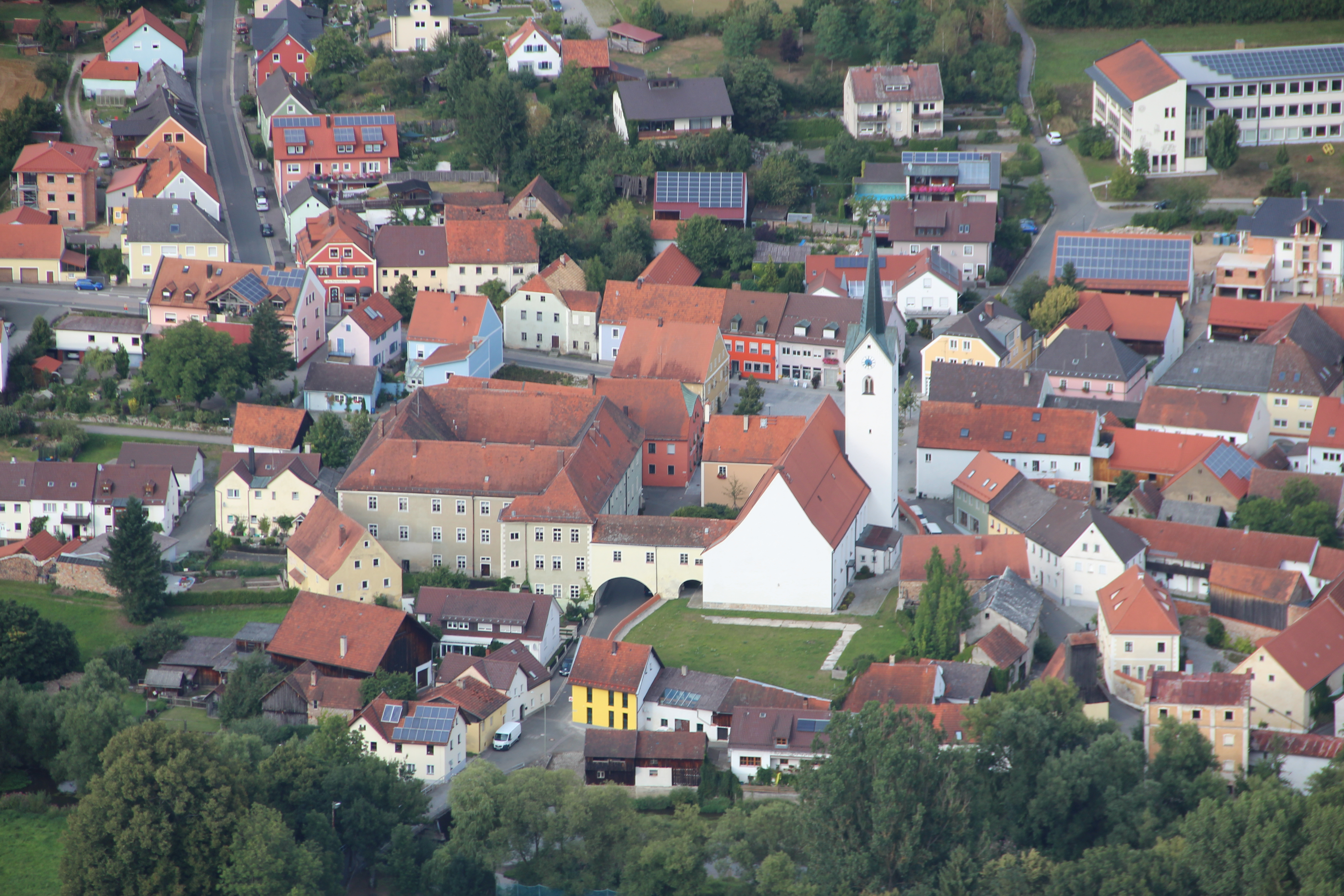
Kloster Schwarzhofen aus der Luft

Auf dieser Seite sind die Baudenkmäler in dem Oberpfälzer Markt Schwarzhofen zusammengestellt. Diese Tabelle ist eine Teilliste der Liste der Baudenkmäler in Bayern. Grundlage ist die Bayerische Denkmalliste, die auf Basis des Bayerischen Denkmalschutzgesetzes vom 1. Oktober 1973 erstmals erstellt wurde und seither durch das Bayerische Landesamt für Denkmalpflege geführt wird. Die folgenden Angaben ersetzen nicht die rechtsverbindliche Auskunft der Denkmalschutzbehörde.

## Baudenkmäler nach Ortsteilen

### Schwarzhofen
| Lage                                                                                        | Objekt | Beschreibung | Akten-Nr.     | Bild           |
| ------------------------------------------------------------------------------------------- | --- | --- | ------------- | -------------- |
| Altäcker, an der Neunburger Straße, an der Abzweigung Am Wiesengrund (Standort)             | Kruzifix | Gusseisen, Granitpfeiler mit rechteckigem Aufsatz mit Satteldach, 19. Jahrhundert. | D-3-76-164-59 | BW             |
| Anger, an der alten Schwarzachbrücke (Standort)                                             | Kapelle heiliger Johannes von Nepomuk | Kleiner halbrund geschlossener Satteldachbau mit Fußwalm, Ende 18. Jahrhundert; darin Figur des heiligen Johannes von Nepomuk, in Muschelnische, Holz, farbig gefasst. | D-3-76-164-24 | weitere Bilder |
| Aschauer Berg (Standort)                                                                    | Gedenkstein zur Erinnerung an die unbekannten Opfer des Todesmarsches von Flossenbürg nach Dachau                                             | Granit mit Metallplatte, 1995. | D-3-76-164-56 | BW             |
| Calvarienberg; Am Weinberg; Neunburger Straße 33; Am Weinberg 12; Hennensteig (Standort)    | Kalvarienberg | Kapelle, halbrund geschlossener Satteldachbau mit kleinem Dachreiter, 19. Jahrhundert; vierzehn Kreuzwegstationen, Stele mit Bildnischenaufsatz und farbig gefassten Reliefdarstellungen, Granit, wohl erstes Drittel 20. Jahrhundert; Kruzifix, Gusseisen; Steinkreuz, mit Relief und Stufensockel, Granit. | D-3-76-164-25 | BW             |
| General-Stephan-Straße 4 (Standort)                                                         | Ehemalige Gastwirtschaft | Zweigeschossiger Halbwalmdachbau mit zweigeschossigem Satteldachanbau im Süden, im Kern 18. Jahrhundert. | D-3-76-164-1  | weitere Bilder |
| General-Stephan-Straße 6 (Standort)                                                         | Dreiseithof | Wohnhaus, zweigeschossiger Traufseitbau mit rundbogigem Durchfahrtstor im Süden, im Kern 18. Jahrhundert; Wirtschaftsgebäude, eingeschossiger Satteldachbau mit verbrettertem Südgiebel und überdachter Freitreppe; Stadel, eingeschossiger Satteldachbau aus Bruchsteinmauerwerk, mit flachbogigem Einfahrtstor; wohl 19. Jahrhundert. | D-3-76-164-2  | weitere Bilder |
| General-Stephan-Straße 7 (Standort)                                                         | Hauskapelle | Kleiner Rechteckraum mit Kreuzkappengewölbe, straßenseitig mit ovaler Fensteröffnung, 18. Jahrhundert; mit Ausstattung; in das ehemalige kurfürstliche Forsthaus integriert. | D-3-76-164-3  | weitere Bilder |
| General-Stephan-Straße 8 (Standort)                                                         | Wohnhaus | Zweigeschossiger Halbwalmdachbau über hohem Sockelgeschoss, im Kern 17./18. Jahrhundert. | D-3-76-164-4  | weitere Bilder |
| Haager Steig, am nördlichen Ortsausgang (Standort)                                          | Steinkreuz | Granit, mittelalterlich; Kruzifix, Gusseisen, Granitsäule mit Basis und Kapitell, 19. Jahrhundert. | D-3-76-164-57 | BW             |
| Haager Steig, östlich der Nabburger Straße nach Girnitz (Standort)                          | Steinkreuz | Mit reliefierter Pflugschar, Granit, wohl spätmittelalterlich. | D-3-76-164-26 | BW             |
| Hinter’m Friedhof (Standort)                                                                | Kriegerdenkmal | Denkmal für die Gefallenen des Ersten und Zweiten Weltkrieges der Pfarrei Schwarzhofen in Art eines dorisierenden Kenotaphes, um 1920. | D-3-76-164-64 | BW             |
| Hütergraben; Staatsstraße 2040; an der Straße nach Neunburg vorm Wald (Standort)            | Kruzifix mit Marienstatue | Gusseisen, rundbogig geschlossener Granitpfeiler mit quadratischer Nische und Soldatenbild, 19. Jahrhundert. | D-3-76-164-55 | BW             |
| Lederergasse 2 (Standort)                                                                   | Wohnstallhaus | Zweigeschossiger Giebelbau, Westportal mit Granitgewände, im Kern 18./19. Jahrhundert. | D-3-76-164-8  | weitere Bilder |
| Lederergasse 4 (Standort)                                                                   | Wohnhaus | Zweigeschossiger Traufseitbau mit Rundbogenportal, integrierter Stadel in Ständerbauweise im Osten, im Kern 18./19. Jahrhundert. | D-3-76-164-9  | weitere Bilder |
| Lederergasse 5 (Standort)                                                                   | Ehemalige Gerberei, sogenannter Wellnhofer-Hof                                                                                                | Gerberhaus, zweigeschossiger Eckbau mit Satteldach, über fünfeckigem Grundriss, mit Stichbogenfenstern, getrepptem Giebelgesims und gewölbtem Flez, nach 1869; Gerberwerkstatt, Satteldachbau, zweite Hälfte 19. Jahrhundert; Hoftor, flachbogig, zweite Hälfte 19. Jahrhundert. | D-3-76-164-10 | weitere Bilder |
| Lederergasse 7 (Standort)                                                                   | Wohnhaus eines ehemaligen Dreiseithofs | Zweigeschossiger Walmdachbau, Fassadengestaltung mit Gesimsgliederung, Eckquaderung und geohrten Fensterfaschen, Eingangsportal mit Granitgewände, 17./18. Jahrhundert; Stallstadel, lang gestreckter Satteldachbau mit Flachbogentor im Süden, Fenster teils mit Granitgewände; Hofmauer mit Rundbogendurchfahrt, verputztes Bruchsteinmauerwerk; 18. Jahrhundert. | D-3-76-164-11 | weitere Bilder |
| Marktplatz (Standort)                                                                       | Kruzifix | sogenanntes Pestkreuz, Schmiedeeisen, bezeichnet 1747, Figuren Gußeisen, wohl Ende 19. Jahrhundert | D-3-76-164-63 | BW             |
| Marktplatz 1 (Standort)                                                                     | Wohnhaus | Zweigeschossiger Eckbau mit Satteldach und hofseitiger Holzlaube; Hofmauer, mit korbbogigem Durchfahrtstor; 18./19. Jahrhundert. | D-3-76-164-12 | weitere Bilder |
| Marktplatz 3 (Standort)                                                                     | Ehemaliger evangelisch-lutherischer Pfarrhof                                                                                                  | Zweigeschossiger Giebelbau mit einfacher Putzgliederung und erdgeschossigen Kreuzgratgewölben, im Kern 16./17. Jahrhundert, im 19. Jahrhundert verändert; Hoftor, korbbogig, 18./19. Jahrhundert. | D-3-76-164-13 | weitere Bilder |
| Marktplatz 5 (Standort)                                                                     | Rathaus | Zweigeschossiger gotischer Satteldachbau mit gewölbtem Durchgangstor, Glockengiebel und spitzbogiger Aufzugsöffnung im Norden, Fenster teils mit abgefasten Steingewänden, 1368, später verändert, kurfürstliches Wappengemälde, Renaissance. | D-3-76-164-14 | weitere Bilder |
| Marktplatz 7; Ringseisstraße 1 (Standort)                                                   | Katholische Pfarrkirche Maria vom Siege | Hallenkirche, Langhaus mit flachbogiger Stichkappentonne und eingezogenem Polygonchor mit Kreuzrippengewölbe und Stützpfeilern, südlicher Chorflankenturm mit Spitzhelm, Chor gotisch, Langhaus im Kern 14./15. Jahrhundert, nach Brand von 1717 erneuert, Turm nach Brand von 1972 wiedererrichtet; mit Ausstattung; Kirchhofmauer, Bruchsteinmauerwerk. | D-3-76-164-15 | weitere Bilder |
| Marktplatz 8 (Standort)                                                                     | Ehemalige Brauerei Bruckmayer | Zweigeschossiger Giebelbau in Ecklage, mit einfacher Putzgliederung, im Kern 17. Jahrhundert, im 19. Jahrhundert verändert; drei Ausleger, Schmiedeeisen, wohl 17. Jahrhundert. | D-3-76-164-16 | weitere Bilder |
| Marktplatz 10 (Standort)                                                                    | Gastwirtschaft | Zweigeschossiger Schweifgiebelbau mit Schopfwalm, barockes Granitportal mit geschweifter Bekrönung, 18. Jahrhundert, im Kern älter; Hausfigur des heiligen Florian, farbig gefasstes Holz, 18./19. Jahrhundert; in giebelseitiger Rundbogennische; Gedenktafel für Johann Nepomuk von Ringseis, eingelassene Steintafel mit Inschrift, 1880; Ausleger, Schmiedeeisen. | D-3-76-164-17 | weitere Bilder |
| Neunburger Straße 8 (Standort)                                                              | Wohnhaus | Zweigeschossiger Eckbau mit Walmdach und Stichbogenfenstern, erste Hälfte 19. Jahrhundert; Hausfigur des heiligen Josef, holzgeschnitzt; in östlicher Flachbogennische. | D-3-76-164-18 | BW             |
| Neunburger Straße 31 (Standort)                                                             | Ehemaliger Bierkeller | Gewölbebau mit architektonisch gefasstem Eingang, 17./18. Jahrhundert. | D-3-76-164-19 | BW             |
| Oberviechtacher Straße 8; Am Hütberg 10 (Standort)                                          | Ehemaliger Bierkeller | Zweiteilige tonnengewölbte Felsenkelleranlage, mit haubenartigen Lüftungslöchern aus Granit an der Oberfläche, 17./18. Jahrhundert. | D-3-76-164-54 | BW             |
| Ringseisstraße 2; Ringseisstraße 4; Ringseisstraße 6; Klosterhof 3; Marktplatz 7 (Standort) | Ehemaliges Dominikanerinnenkloster, 1808 säkularisiert, im 19. Jahrhundert sogenannte Ringseische Pfründeanstalt, später Schule und Altenheim | Vierflügelanlage mit dreigeschossigen Walmdachbauten, profiliertem Traufgesims und Putzgliederung, Wolfgang Dientzenhofer, 1696, nach 1802 Abbruch der Klosterkirche; Verbindungsbau zur Pfarrkirche, zweigeschossiger Satteldachbau mit rundbogigen Durchfahrtsportalen; sogenanntes Beichtvaterhaus, zweigeschossiger Satteldachbau, barockes Portalgewände aus Granit im Norden; nach 1696; Hofmauer mit barockem Durchfahrtsportal, mit Granitgewände, 17./18. Jahrhundert. | D-3-76-164-21 | weitere Bilder |
| Ringseisstraße 12 (Standort)                                                                | Wohnhaus | Erdgeschossiger Flachsatteldachbau mit Blockbau-Kniestock, im Kern 17. Jahrhundert. | D-3-76-164-22 | weitere Bilder |

### Demeldorf
| Lage                                             | Objekt       | Beschreibung                                                                                 | Akten-Nr.     | Bild |
| ------------------------------------------------ | ------------ | -------------------------------------------------------------------------------------------- | ------------- | ---- |
| Demeldorf 9, gegenüber von Haus Nr. 4 (Standort) | Schauerkreuz | Holzkruzifix mit Überdachung und Beifigur Mariä, farbig gefasstes Holz, 18./19. Jahrhundert. | D-3-76-164-61 | BW   |

### Denglarn
| Lage                                                                                     | Objekt       | Beschreibung | Akten-Nr.     | Bild           |
| ---------------------------------------------------------------------------------------- | ------------ | --- | ------------- | -------------- |
| Denglarn 16, am westlichen Ortsausgang, bei der Kreuzung Oberviechtach-Raggau (Standort) | Steinmarterl | Kurze Stele mit halbrund geschlossenem Bildnischenaufsatz und bekrönendem Eisenkruzifix, Granit, bezeichnet mit „1841“. | D-3-76-164-28 | weitere Bilder |

### Geratshofen
| Lage                                                                             | Objekt     | Beschreibung                                                   | Akten-Nr.     | Bild       |
| -------------------------------------------------------------------------------- | ---------- | -------------------------------------------------------------- | ------------- | ---------- |
| Geratshofen 5, am westlichen Ortseingang, an der Kreuzung nach Pissau (Standort) | Steinkreuz | Mit reliefierter Pflugschar, Granit, wohl spätmittelalterlich. | D-3-76-164-29 | Steinkreuz |

### Girnitz
| Lage                                                         | Objekt          | Beschreibung | Akten-Nr.     | Bild           |
| ------------------------------------------------------------ | --------------- | --- | ------------- | -------------- |
| Girnitz 4 (Standort)                                         | Bauernhaus      | Eingeschossiger Satteldachbau aus Bruchsteinmauerwerk, hofseitig auskragend, Südwestgiebel mit leerer Rundbogennische, Anfang 19. Jahrhundert; mit Haus Nr. 3 hofseitig verbunden.                      | D-3-76-164-30 | weitere Bilder |
| Girnitz 8 (Standort)                                         | Wohnstallhaus   | Eingeschossiger und überwiegend verputzter Bruchsteinbau mit südlich auskragendem Satteldach, nach Brand 1879 wiedererrichtet.                                                                          | D-3-76-164-31 | weitere Bilder |
| Girnitz 10 (Standort)                                        | Ehemalige Mühle | Wohnhaus, zweigeschossiger Satteldachbau mit Putzgliederung, Ende 19. Jahrhundert; Mühlenbau, zweigeschossiger Satteldachbau über hohem Kellergeschoss, westliches Portalgewände bezeichnet mit „1768“. | D-3-76-164-32 | weitere Bilder |
| In Girnitz, westlich der Straße nach Schwarzhofen (Standort) | Feldkapelle     | Rechteckiger Satteldachbau mit korbbogig geöffnetem Säulenportikus, 18./19. Jahrhundert. | D-3-76-164-33 | weitere Bilder |

### Haag bei Schwarzhofen
| Lage                                                     | Objekt      | Beschreibung                                                                                    | Akten-Nr.     | Bild |
| -------------------------------------------------------- | ----------- | ----------------------------------------------------------------------------------------------- | ------------- | ---- |
| Krimlinger Wegäcker, am südlichen Ortseingang (Standort) | Feldkapelle | Rechteckiger Satteldachbau mit stichbogigen Gewändeöffnungen, 18. Jahrhundert; mit Ausstattung. | D-3-76-164-34 | BW   |

### Höfen
| Lage                                                | Objekt  | Beschreibung                                                                              | Akten-Nr.     | Bild |
| --------------------------------------------------- | ------- | ----------------------------------------------------------------------------------------- | ------------- | ---- |
| Am östlichen Ortseingang, bei Haus Nr. 2 (Standort) | Kapelle | Rechteckiger Satteldachbau mit flachbogiger Raumnische, 18. Jahrhundert; mit Ausstattung. | D-3-76-164-35 | BW   |

### Klosterhäuser
| Lage                                                                | Objekt      | Beschreibung | Akten-Nr.     | Bild |
| ------------------------------------------------------------------- | ----------- | --- | ------------- | ---- |
| Nähe Schwarzhofener Weg, an der Straße nach Schwarzhofen (Standort) | Feldkapelle | Kleiner Satteldachbau mit eingezogener Apsis und flachgedecktem Innenraum, giebelseitige Inschriftentafel bezeichnet mit „1859“. | D-3-76-164-36 | BW   |

### Krimling
| Lage                  | Objekt                            | Beschreibung                                                  | Akten-Nr.     | Bild |
| --------------------- | --------------------------------- | ------------------------------------------------------------- | ------------- | ---- |
| Krimling 7 (Standort) | Waaghäuschen, ehemalige Viehwaage | Holzverschalter Satteldachbau mit Waageneinrichtung, um 1930. | D-3-76-164-62 | BW   |

### Laubenhof
| Lage                                                                                        | Objekt      | Beschreibung | Akten-Nr.     | Bild |
| ------------------------------------------------------------------------------------------- | ----------- | --- | ------------- | ---- |
| Pointacker, östlich der SAD 2042, an der Abzweigung nach Laubenhof (Standort)               | Feldkapelle | Kleiner Satteldachbau mit leicht eingezogener Apsis und Lisenengliederung mit Zinnenfries, giebelseitige Inschriftentafel bezeichnet mit „1847“. | D-3-76-164-23 | BW   |
| Staatsstraße 2040, an der Straße nach Schwarzhofen, vor der Abzweigung nach Haag (Standort) | Wegkreuz    | Eisen, Granitpfeiler mit flacher Nische, 19. Jahrhundert.                                                                                        | D-3-76-164-58 | BW   |

### Meischendorf
| Lage                      | Objekt                    | Beschreibung | Akten-Nr.     | Bild |
| ------------------------- | ------------------------- | --- | ------------- | ---- |
| Meischendorf 4 (Standort) | Romhof, Dreiseithofanlage | Wohnhaus, eingeschossiger Satteldachbau mit Korbbogenfenstern, bezeichnet mit „1870“, Ökonomiegebäude, zum Teil Satteldachbauten, wohl gleichzeitig. | D-3-76-164-37 | BW   |

### Schönau
| Lage                  | Objekt        | Beschreibung | Akten-Nr.     | Bild |
| --------------------- | ------------- | --- | ------------- | ---- |
| Schönau 11 (Standort) | Wohnstallhaus | Eingeschossiger Schopfwalmdachbau, 18. Jahrhundert, Stallteil modern; Hofkapelle, kleiner rechteckiger Satteldachbau, mit Rundbogennischen im Inneren, 18./19. Jahrhundert. | D-3-76-164-53 | BW   |
| In Schönau (Standort) | Kruzifix      | Mit Beifigur Mariä und rundbogiger Blechüberdachung, farbig gefasstes Holz, 19. Jahrhundert; am Glockenturm.                                                                | D-3-76-164-38 | BW   |

### Schwarzeneck
| Lage                                                                  | Objekt                                                     | Beschreibung | Akten-Nr.     | Bild |
| --------------------------------------------------------------------- | ---------------------------------------------------------- | --- | ------------- | ---- |
| Schwarzeneck 15 (Standort)                                            | Burgstall                                                  | Mittelalterlich; auf südwestlichem Höhenzug, von Bauernhof überbaut. | D-3-76-164-40 | BW   |
| Schwarzeneck 23 (Standort)                                            | Ehemaliges Schloss Schwarzeneck                            | Zweigeschossiger Mansardwalmdachbau mit Sprenggiebelportal und Putzgliederung, um 1735, im Obergeschoss Wandmalereien, um 1800.                                                                      | D-3-76-164-41 | BW   |
| Schwarzeneck 24 (Standort)                                            | Ehemaliges Jägerhaus                                       | Zweigeschossiger Walmdachbau mit barockem Flachbogenportal mit Sandsteingewände, 18. Jahrhundert. | D-3-76-164-42 | BW   |
| In Schwarzeneck; Mühlbach bei Schwarzeneck; Schwarzeneck 2 (Standort) | Ehemaliges Hammerwerk, ab 1772 Glasschleife und Polierwerk | Zwei lang gestreckte, zweigeschossige Satteldachbauten beiderseits des Werkkanals, im Kern 17. Jahrhundert, Portalgewände des Westtrakts bezeichnet mit „1774“, im späten 19. Jahrhundert überformt. | D-3-76-164-43 | BW   |

### Zangenstein
| Lage                                           | Objekt                                                     | Beschreibung | Akten-Nr.     | Bild           |
| ---------------------------------------------- | ---------------------------------------------------------- | --- | ------------- | -------------- |
| Hammerstraße 3 (Standort)                      | Gasthaus                                                   | Eingeschossiger Mansarddachbau mit Schopf, 1638, Erdgeschossgewölbe 18. Jahrhundert. | D-3-76-164-47 | BW             |
| Hammerstraße 3; Hammerstraße 5 (Standort)      | Burgruine Zangenstein und Schlosskapelle Unsere Liebe Frau | Burgruine, Reste der Umfassungsmauer und eines Rundturms, Teil des Hauptbaues mit Kellern, Bruchstein, 14. Jahrhundert; auf Granitfelsen über dem rechten Schwarzachufer; Schlosskapelle Unsere Liebe Frau, Chorturmkirche, Satteldachbau mit eingezogenem Rechteckchor, Turmaufbau mit Pyramidendach, 1686, im Kern wohl 14. Jahrhundert; mit Ausstattung; in die Ostseite der Burgruinenanlage integriert. | D-3-76-164-45 | weitere Bilder |
| Hammerstraße 10 (Standort)                     | Ehemalige Mühle                                            | Eingeschossiger und verputzter Halbwalmdachbau, Türsturz bezeichnet mit „1806“. | D-3-76-164-48 | BW             |
| Hammerstraße (Standort)                        | Brücke über die Schwarzach                                 | Einbogiger Granitquadersteinbau, Schlussstein mit Wappenrelief, bezeichnet mit „1921“, 1936 verbreitert. | D-3-76-164-50 | BW             |
| Nähe Hammerstraße, in der Ortsmitte (Standort) | Kruzifix mit Marienstatue                                  | Gusseisen, Granitpfeiler mit Basis und Aufsatz, Aufsatz mit eingezogenem Rundbogen mit flacher Nische, bezeichnet mit „1898“. | D-3-76-164-60 | BW             |
| Nähe Hammerstraße, in der Ortsmitte (Standort) | Steinfigur des heiligen Florian                            | Sandstein, 18. Jahrhundert. | D-3-76-164-51 | BW             |
| Meischendorfer Zell (Standort)                 | Kapelle                                                    | Rechteckiger Satteldachbau, Flachbogenportal mit Pilasterrahmung, 19. Jahrhundert; Steinkreuz, mit reliefiertem Fisch, Granit, nachmittelalterlich; neben der Kapelle, nördlich der Straße nach Altendorf. | D-3-76-164-52 | weitere Bilder |

### Keinem Gemeindeteil zugeordnet
| Lage                                     | Objekt                                                          | Beschreibung                                            | Akten-Nr.     | Bild |
| ---------------------------------------- | --------------------------------------------------------------- | ------------------------------------------------------- | ------------- | ---- |
| Bayerisch-Böhmischer Freundschaftsweg () | Eisenbahnbrücke der Bahnstrecke Nabburg-Schönsee (Strecke 5804) | einbogig, Natursteinquadermauerwerk mit Rundbogen, 1902 | D-3-76-164-65 |      |

## Ehemalige Baudenkmäler
In diesem Abschnitt sind Objekte aufgeführt, die früher einmal in der Denkmalliste eingetragen waren, jetzt aber nicht mehr. Objekte, die in anderem Zusammenhang – also z. B. als Teil eines Baudenkmals – weiter eingetragen sind, sollen hier nicht aufgeführt werden. Aktennummern in diesem Abschnitt sind ehemalige, jetzt nicht mehr gültige Aktennummern.

| Lage                                    | Objekt        | Beschreibung                      | Akten-Nr.     | Bild |
| --------------------------------------- | ------------- | --------------------------------- | ------------- | ---- |
| Schwarzeneck Schwarzeneck 11 (Standort) | Wohnstallhaus | Erdgeschossiges Bauernhaus, 1810. | D-3-76-164-39 | BW   |
| Zangenstein An der Schleif 3 (Standort) | Landhaus      | Um 1930, mit Fachwerk.            | D-3-76-164-49 | BW   |